# Демарат
Демарат (др.-греч. Δημάρατος, ион. Δημάρητος, Демарет, дор. Δαμάρατος, Дамарат) — царь Спарты в 515—491 годах до н. э. из рода Еврипонтидов.

## Биография
Демарат унаследовал спартанский престол в 515 году до н. э. после своего отца Аристона.
Участвовал в походе спартанцев в Арголиду вместе с царём Клеоменом I, однако после того как союзники начали расходиться во мнениях, вернулся вместе со своими войсками в Спарту. Публичный конфликт между двумя царями вызвал большой скандал, после которого в Спарте был принят закон, запрещающий обоим царям командовать войском.
В 491 году до н. э., воспользовавшись отсутствием Клеомена I, боровшегося против влияния Персии, Демарат обвинил его в незаконных действиях. Возможно, Клеомена обвиняли также и в подкупе афинянами. Высказывалось предположение, что уже в это время в Спарте существовала персофильская группировка, возглавляемая Демаратом. Однако, скорее всего, здесь имели место дружественные отношения Демарата с некоторыми представителями полисных элит, которые оказались в лагере персофилов. Возможно, Демарат поддерживал ксенические отношения с одним из вождей проперсидской группировки, Криосом, который, согласно Геродоту, противодействовал Клеомену «по приказанию Демарата».
В ответ Клеомен I стал распускать слух о том, что Демарат не является сыном царя Аристона и потому занимает трон незаконно. Клеомен договорился с Леотихидом, родственником Демарата, чтобы тот утверждал, что Демарат — не сын Аристона. Леотихид был заклятым врагом Демарата, поскольку до того тот расстроил его брак. Леотихид под клятвой заявил, что Аристон, получив в своё время известие о рождении сына, высчитал, что ребёнок не его.
По этому поводу возникли разногласия. Было решено обратиться к Дельфийскому оракулу. Клеомен I каким-то образом, возможно, путём подкупа, привлёк на свою сторону жреца Кобона, который убедил пифию дать угодный Клеомену ответ. Демарат лишился престола и бежал к персам, и его место занял Леотихид. Вскоре Клеомен был официально обвинён в фальсификации предсказания. Не дожидаясь суда, он покинул Спарту. Сделавшая предсказание пифия была лишена сана.
Демарат стал одним из персидских сатрапов (одним из городов, полученных им в управление от персидского царя Дария I, был Пергам). В 480 году до н. э. участвовал в походе царя Ксеркса I на греческие земли.
Последний царь Спарты, правивший в 207—192 годах до н. э., узурпатор Набис, утверждал, что является прямым потомком Демарата.